# Malika Ayane

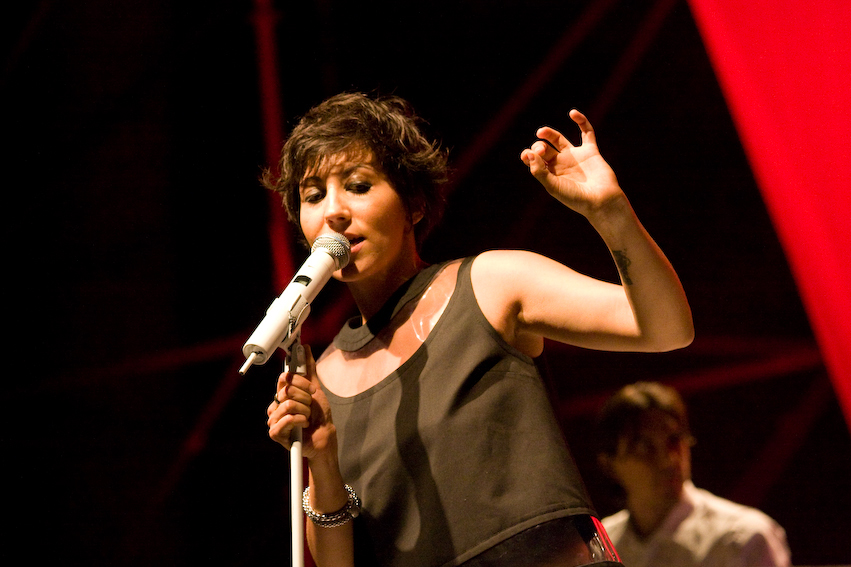
Malika Ayane in Villa Solaria, Sesto Fiorentino (2009)

Malika Ayane /maˈliːka aˈjan/ (* 31. Januar 1984 in Mailand, Italien) ist eine italienische Sängerin und Cantautrice. Sie nahm viermal am Sanremo-Festival teil und gewann zweimal den Kritikerpreis.

## Karriere
Ayanes Vater stammt aus Marokko, ihre Mutter aus Italien. Zwischen 1995 und 2001 studierte sie Cello am Konservatorium und sang im Coro di Voci Bianche des Teatro alla Scala. 2007 wurde sie von Caterina Caselli entdeckt und bei deren Label Sugar Music unter Vertrag genommen. Sie debütierte 2008 mit der Single Sospesa und einem selbstbetitelten Album; die zweite Single Feeling Better wurde ihr erster Hit. 2009 nahm sie am Sanremo-Festival in der Newcomer-Kategorie teil und präsentierte Come foglie, im Anschluss erschien eine Sonderedition ihres ersten Albums. Schon 2010 kehrte sie nach Sanremo zurück und gewann, nun in der Hauptkategorie, mit Ricomincio da qui den Kritikerpreis. Gleichzeitig erschien das zweite Album Grovigli, das den zweiten Platz der Charts erreichte. Es enthielt Beiträge von Pacifico, Cesare Cremonini und Paolo Conte.
Zwei Jahre später meldete sich Ayane mit dem Album Ricreazione zurück, eingeleitet von der Single Tre cose. Am Album waren wiederum Paolo Conte und Pacifico sowie u. a. Tricarico und Paolo Buonvino beteiligt. Beim Sanremo-Festival 2013 präsentierte die Sängerin Niente und E se poi, außerdem coverte sie im Verlauf des Festivals das Lied Cosa hai messo nel caffè? von Riccardo Del Turco. Die drei Lieder fanden Eingang in eine Neuauflage des letzten Albums, E se poi erreichte im Wettbewerb schließlich den vierten Platz. 2014 hatte sie einen Gastauftritt im Kurzfilm Caserta Palace Dream.
Ein Jahr später ging Ayane beim Sanremo-Festival 2015 ins Rennen, wo sie mit Adesso è qui (Nostalgico presente) den dritten Platz erreichte und den Kritikerpreis gewann. Das vierte Album Naïf erschien im Anschluss und enthielt auch das Lied Senza fare sul serio, das einer ihrer größten Erfolge wurde und mit Dreifachplatin ausgezeichnet wurde. 2016 war Ayane in Italien als Evita im gleichnamigen Musical zu sehen.
Zwischen 2009 und 2010 war Ayane in einer Beziehung mit dem Musikerkollegen Cesare Cremonini, 2011 heiratete sie Federico Brugia.

## Diskografie

### Alben
| Jahr | Titel        | Höchstplatzierung, Gesamtwochen, AuszeichnungChartsChartplatzierungen (Jahr, Titel, Platzierungen, Wochen, Auszeichnungen, Anmerkungen) | Anmerkungen                                         |
| Jahr | Titel        | IT | Anmerkungen                                         |
| ---- | ------------ | --- | --------------------------------------------------- |
| 2008 | Malika Ayane | IT9 Platin · (81 Wo.)IT | Sugar Verkäufe: + 70.000                            |
| 2010 | Grovigli     | IT2 Platin · (60 Wo.)IT | Sugar inkl. Special Tour Edition Verkäufe: + 60.000 |
| 2012 | Ricreazione  | IT2 Platin · (53 Wo.)IT | Sugar Verkäufe: + 50.000                            |
| 2015 | Naïf         | IT9 Platin · (64 Wo.)IT | Sugar Verkäufe: + 50.000                            |
| 2018 | Domino       | IT10 (5 Wo.)IT | Sugar                                               |
| 2021 | Malifesto    | IT9 (2 Wo.)IT | Sugar                                               |

### Singles
| Jahr | Titel Album                                             | Höchstplatzierung, Gesamtwochen, AuszeichnungChartsChartplatzierungen (Jahr, Titel, Album, Platzierungen, Wochen, Auszeichnungen, Anmerkungen) | Anmerkungen                                            |
| Jahr | Titel Album                                             | IT | Anmerkungen                                            |
| ---- | ------------------------------------------------------- | --- | ------------------------------------------------------ |
| 2008 | Feeling Better Malika Ayane                             | IT6 (19 Wo.)IT |                                                        |
| 2009 | Come foglie Malika Ayane                                | IT2 Platin · (30 Wo.)IT | Verkäufe: + 30.000                                     |
| 2009 | Contro vento Malika Ayane                               | IT35 (9 Wo.)IT |                                                        |
| 2010 | La prima cosa bella Grovigli                            | IT5 Platin · (17 Wo.)IT | Verkäufe: + 30.000                                     |
| 2010 | Ricomincio da qui Grovigli                              | IT2 Platin · (17 Wo.)IT | Verkäufe: + 30.000                                     |
| 2010 | Hello! Grovigli (Special Tour Edition)                  | IT7 Gold · (21 Wo.)IT | Cesare Cremonini feat. Malika Ayane Verkäufe: + 15.000 |
| 2010 | Thoughts and Clouds Grovigli                            | IT33 (5 Wo.)IT |                                                        |
| 2012 | Tre cose Ricreazione                                    | IT13 Platin · (24 Wo.)IT | Verkäufe: + 30.000                                     |
| 2012 | L’unica cosa che resta Una voce non basta               | IT70 (9 Wo.)IT | Pacifico feat. Malika Ayane                            |
| 2012 | Il tempo non inganna Ricreazione                        | IT85 (6 Wo.)IT |                                                        |
| 2013 | E se poi Ricreazione (Sanremo Edition)                  | IT8 Platin · (17 Wo.)IT | Verkäufe: + 30.000                                     |
| 2013 | Niente Ricreazione (Sanremo Edition)                    | IT39 (2 Wo.)IT |                                                        |
| 2013 | Cosa hai messo nel caffè? Ricreazione (Sanremo Edition) | IT39 (13 Wo.)IT |                                                        |
| 2015 | Adesso e qui (Nostalgico presente) Naïf                 | IT9 Platin · (13 Wo.)IT | Verkäufe: + 50.000                                     |
| 2015 | Senza fare sul serio Naïf                               | IT10 ×3Dreifachplatin · (38 Wo.)IT | Verkäufe: + 150.000                                    |
| 2015 | Sirene Pop-Hoolista                                     | IT98 Gold · (1 Wo.)IT | Fedez feat. Malika Ayane Verkäufe: + 25.000            |
| 2015 | Tempesta Naïf                                           | IT74 Gold · (10 Wo.)IT | Verkäufe: + 25.000                                     |
| 2021 | Ti piaci così Malifesto                                 | IT23 (3 Wo.)IT | Beitrag zum Sanremo-Festival 2021                      |

Weitere Singles
- Sospesa (2008)
- Satisfy My Soul (2010)
- Il giorno in più (2011)
- Neve casomai (un amore straordinario) (2013)
- Lentissimo (2016)
- Blu (2016)

## Belege
1. ↑  Malika Ayane sarà Evita in nuovo musical. ANSA, 18. April 2016, abgerufen am 19. Mai 2017 (italienisch).
2. ↑  Alben von Malika Ayane. In: Italiancharts.com. Hung Medien, abgerufen am 18. Dezember 2018.
3. 1 2 3 4 5 6 7 8 9 10 11 12 13 14  Malika Ayane, certificazioni. FIMI, abgerufen am 25. Oktober 2021 (italienisch).
4. ↑  Chartquellen (Singles):
  - Guido Racca & Chartitalia: Top 100 FIMI Singoli. Lulu, 2013, S. 67.
  - Archivio classifiche Top Singoli. FIMI, abgerufen am 25. Oktober 2021 (italienisch).

| Personendaten    | Personendaten                         |
| ---------------- | ------------------------------------- |
| NAME             | Ayane, Malika                         |
| KURZBESCHREIBUNG | italienische Sängerin und Cantautrice |
| GEBURTSDATUM     | 31. Januar 1984                       |
| GEBURTSORT       | Mailand, Italien                      |